# Гуйганов, Матвей Александрович
Матвей Александрович Гуйганов (укр. Матвій Олександрович Гуйганов; род. 28 июля 1994, Севастополь) — российский и украинский футболист, защитник клуба «Севастополь».

## Биография
Сын футболиста и тренера Александра Гуйганова. Начинал заниматься футболом в Севастополе, затем — в академии донецкого «Шахтёра», юношеских командах донецкого «Металлурга» и харьковского «Металлиста».
В 2010 году вернулся в Севастополь и стал выступать за вторую команду местного клуба — в любительском первенстве, во второй лиге Украины (2011—2013, 37 матчей и 3 гола) и в первенстве дублёров высшей лиги (2013—2014, 24 матча и 3 гола).
Летом 2014 года был на просмотре в раменском «Сатурне», но в итоге перешёл в «Мордовию», выступавшую в премьер-лиге России. В клубе из Саранска выступал только за молодёжный состав, провёл 21 матч и забил 2 гола в молодёжном первенстве.
С 2015 года выступал в чемпионате Крыма за «СКЧФ», позднее переименованный в «Севастополь». Вице-чемпион и финалист Кубка Крыма сезона 2015/16. В розыгрыше Кубка Крыма 2015/16 был признан лучшим защитником. Позднее играл за клуб «ТСК-Таврия».
Летом 2017 года перешёл в армянский «Бананц». Дебютный матч в чемпионате Армении сыграл 6 августа 2017 года против «Пюника», а первый гол забил 18 августа 2017 года в ворота «Алашкерта». Всего за сезон сыграл 20 матчей, забил 2 гола и стал со своим клубом обладателем серебряных медалей чемпионата. Летом 2018 года планировался его переход в крымский «Кызылташ», однако в итоге футболист провёл следующие полгода в «Севастополе».
Весной 2019 года снова играл в Армении, на этот раз в составе аутсайдера чемпионата ереванского «Арарата», провёл 13 матчей.
Летом 2019 года перешёл в литовскую «Палангу». В январе 2020 года находился на просмотре в молдавском клубе «Сфынтул Георге», но в итоге перешёл в «Сперанцу». В августе 2020 года Молдавская федерация футбола отстранила Гугайнова за участие в договорных матчах на один год, но тем не менее, футболист продолжал играть, так как была подана апелляция на данное решение.
В январе 2021 года подписал годичный контракт с самаркандским «Динамо». Однако уже спустя месяц покинул команду из Узбекистана и перешёл в «Севастополь» в качестве свободного агента.